# Kanton Morne-à-l’Eau-1
Der Kanton Morne-à-l’Eau-1 war ein französischer Wahlkreis im Übersee-Département Guadeloupe im Arrondissement Pointe-à-Pitre. Er umfasste einen Teil der Gemeinde Morne-à-l’Eau.